# Marie de Rohan

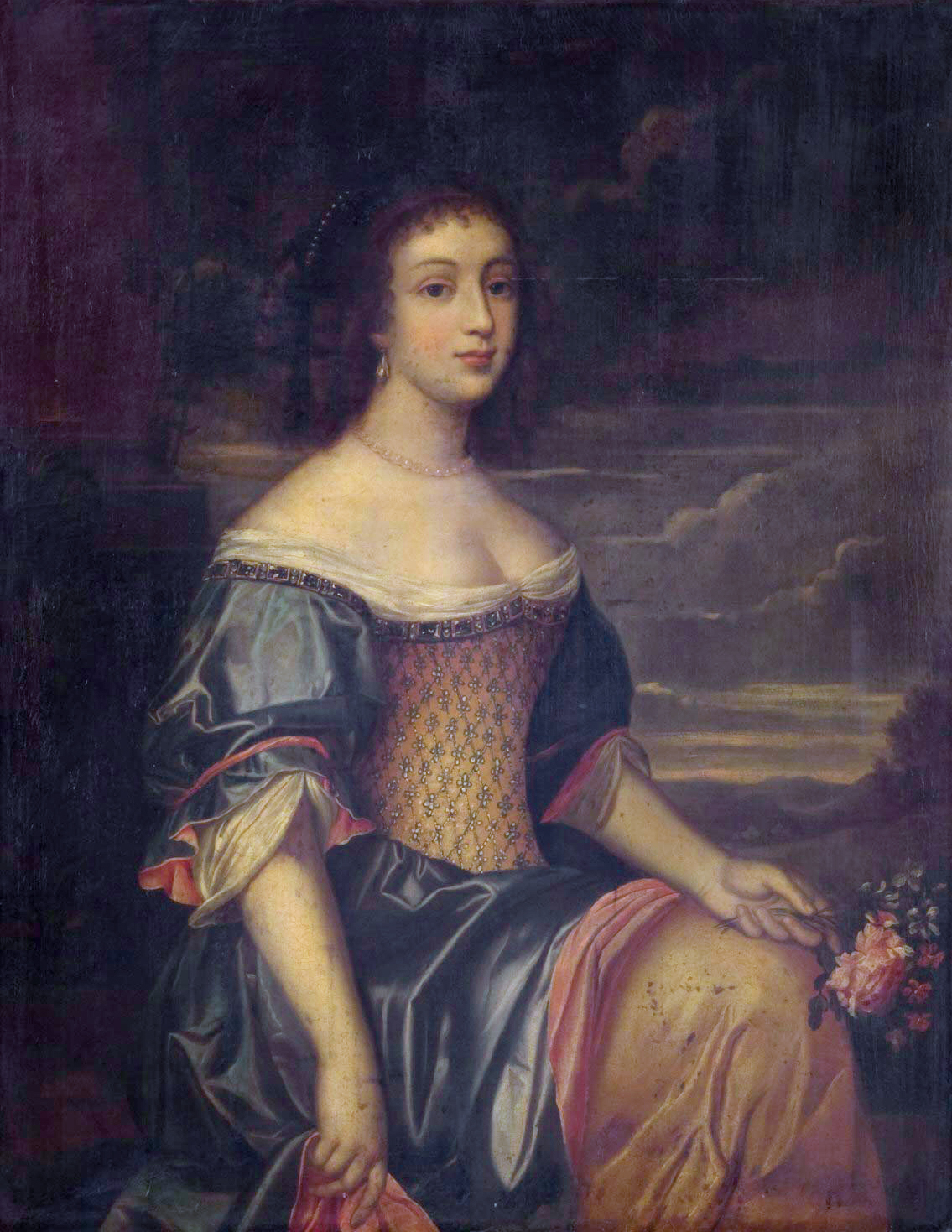
Marie de Chevreuse

Marie de Rohan (Marie Aimée; n. decembrie 1600, Paris, Regatul Franței – d. 12 august 1679, Gagny, Métropole du Grand Paris, Franța) a fost o aristocrată franceză, renumită pentru a fi în centrul multora dintre intrigile de la curtea franceză din prima jumătate a secolului al XVII-lea. În diverse surse, ea este adesea cunoscută doar ca Madame de Chevreuse.

## Primii ani
Marie de Rohan, Mademoiselle de Montbazon, a fost fiica lui Hercule de Rohan, Duce de Montbazon și șeful Casei de Rohan, care deținea domenii întinse în Bretania și Anjou și titlul de prinț străin la curtea Franței. Mama ei a fost Madeleine de Lenoncourt.
În septembrie 1617, ea s-a căsătorit cu Marele Constable (comandant suprem al armatelor franceze) Charles d'Albert, Duce de Luynes, un favorit al regelui Ludovic al XIII-lea. El i-a format gustul pentru intrigile politice, a introdus-o la Curte unde a câștigat încrederea atât a regelui cât și a reginei. În decembrie 1618, Ludovic al XIII-lea a numit-o surintendante a servitorilor reginei, înlăturând-o pe Connétable de Montmorency. Influența ei asupra reginei Anna de Austria a fost fără pereche.
În 1620, ea a născut un fiu, Louis Charles d'Albert, căruia Ludovic al XIII-lea i-a fost naș. Louis-Charles a devenit al 2-lea Duce de Luynes și s-a căsătorit cu sora mamei lui, Anne de Rohan. Fiica lui, Jeanne Baptiste, a fost metresa regelui Victor Amadeus al II-lea al Sardiniei și strămoașa regilor savoiarzi ai Italiei.
Fratele ei vitreg a fost Francois de Rohan, Prinț de Soubise, fondatorul liniei Soubise a Casei de Rohan. Soția lui a fost Anne de Rohan-Chabot, Madame de Soubise, care a fost metresa regelui Ludovic al XIV-lea.

## A doua căsătorie
După moartea lui Luynes de scarlatină în 1621, văduvă la 21 de ani, ea s-a căsătorit cu iubitul ei Claude de Lorena, Duce de Chevreuse la 21 aprilie 1622. Claude avea 42 de ani și era membru al Casei de Lorena. Din a doua căsătorie a avut trei fiice. Două dintre ele au devenit călugărițe, Anne-Marie de Lorena (1625–52), stareță la Pont-aux-Dames, și Henriette de Lorena (1631–93), stareță la Jouarre și mai târziu la Port-Royal. A treia fiică, Charlotte-Marie de Lorena (1627–52), a fost aproape să se căsătorească cu Armand de Bourbon, Prinț de Conti, a devenit metresa cardinalului de Retz și a jucat un rol important în Frondă.

## Intrigi

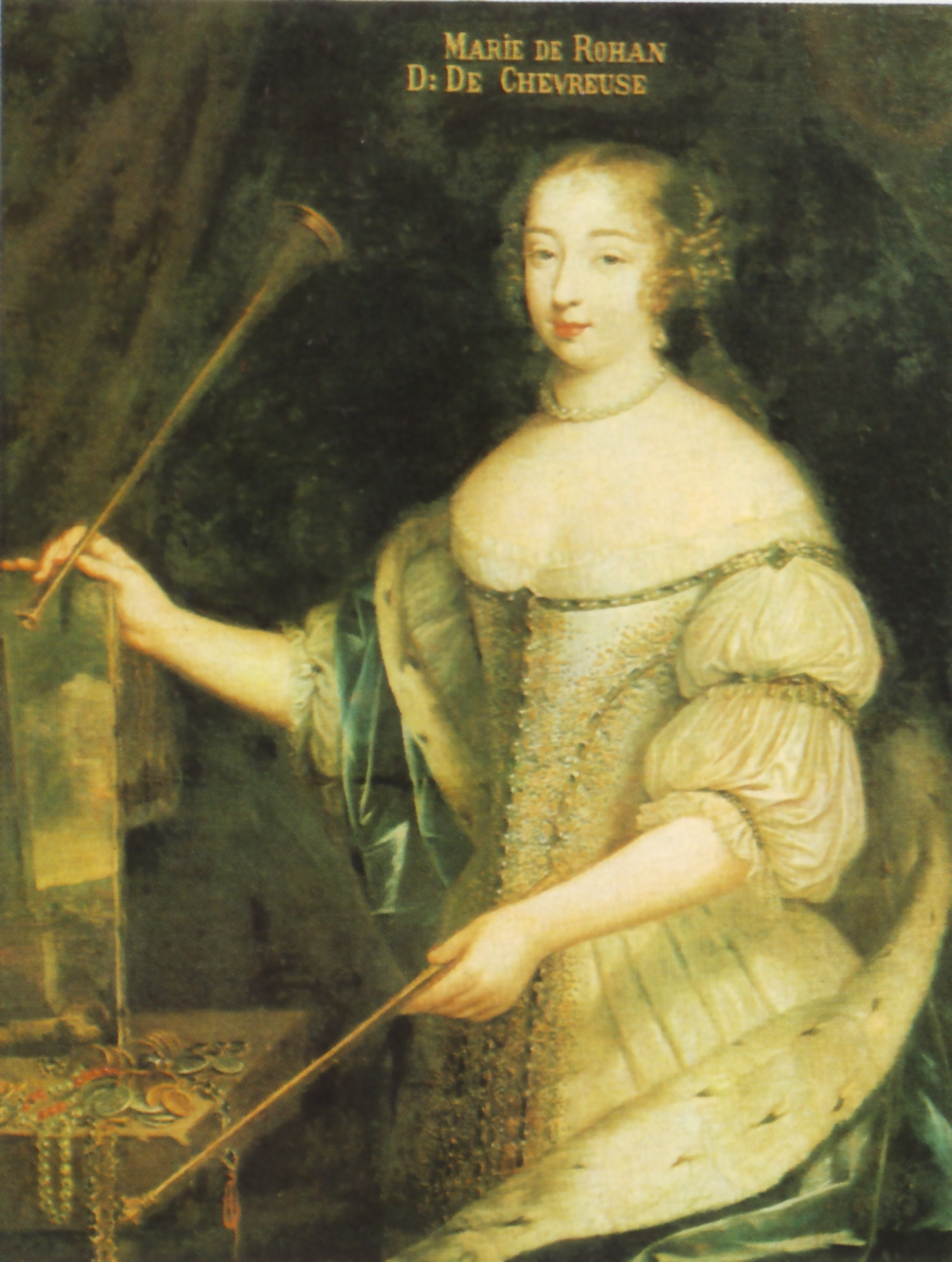
Ducesa de Chevreuse

Prietenă și confidentă a reginei, ea a fost expulzată de la Curte în urma unui incident în care ea a încurajat-o pe regina însărcinată în jocuri zgomotoase pe coridoarele Palatului Luvru, rezultând un avort spontan. Ducele de Chevreuse și-a folosit toată influența pentru a o readuce la Curte. 
În încercarea ei de a-și recâștiga poziția pierdută, ea a provocat sau a încurajat conspirații la curte, cum ar fi afacerea Buckingham (1623–24), care a compromis-o pe regină, intriga împreună cu iubitul ei englez, Henry Rich (mai târziu conte de Olanda), și cu alți aristocrați de rang înalt împotriva Cardinalului Richelieu, complicitatea ei în conspirația iubitului ei, contele de Chalais, cu intenția de a-l înlocui pe Ludovic al XIII-lea cu fratele său, Gaston d'Orléans. Chalais, profund implicat, și-a pierdut capul la 19 august 1626, în timp ce ducesa de Chevreuse a fugit în ducatul Lorena unde curând a început o relație cu Carol al IV-lea, Duce de Lorena, care a a intervenit în favoarea ei de a i se permite să se întoarcă în Franța; odată ce s-a stabilit la Castelul Dampierre, subversiunea față de puterea regală a continuat.
La 21 mai 1635 Ludovic al XIII-lea a declarat război Spaniei, țara natală a soției sale. Prin urmare, o corespondență între cele două capitale putea părea o lipsă de loialitate. În iulie 1637, Ludovic al XIII-lea și Richelieu au descoperit corespondența secretă a reginei Anna de Austria. Temându-se să nu fie arestată, la 5 septembrie 1637 Marie de Rohan a părăsit Tours deghizată în bărbat și a plecat în Spania. 
Simțindu-se neconfortabil la curtea regelui Spaniei, Marie decide să meargă în Anglia la 25 aprilie 1638. Acolo se întâlnește cu foștii ei iubiți, Contele de Olanda și Montaigu. A recventat un grup de aristocrați francezi nemulțumiți și complotori încercând în același timp să-și recâștige creditul asupra Annei de Austria și chiar a lui Richelieu. Pentru a scăpa de soțul ei care a venit la Londra după ea, s-a refugiat în Flandra spaniolă șa 8 mai 1640, deci într-o țară inamică. Acolo ea a sprijinit complotul contelui de Soissons și a conspirației Cinq-Mars. În urma deceselor succesive ale lui Richelieu și Ludovic al XIII-lea, regina Anna de Austria a devenit regentă și autorizează ca ducesa să se întoarcă la Paris.